# 余地
余地（1977年—2007年10月4日），原名余新進，湖北省宜都市姚家店鎮人，居於雲南省昆明市梁源三區。中國當代詩人。

## 生平
詩歌、小說等發表於《人民文學》、《詩刊》、《星星》、《山花》、《青年文學》等報刊及各類網站，並有作品入選《2003中國最佳詩歌》《2005中國年度詩歌》《 2005北大年選（小說卷）》等選本。獲得2005年度邊疆文學獎等獎項。主要作品有長篇詩性隨筆《內心：幽暗的花園》等。
2007年10月4日凌晨於昆明家中刎頸自殺。享年30歲。